# Niobi-estany
El niobi-estany és un compost intermetàl·lic de niobi (Nb) i estany (Sn), utilitzat industrialment com a superconductor de tipus II. Aquest compost intermetàl·lic té una estructura simple: A3B. És més car que el niobi-titani (NbTi), però segueix sent superconductor fins a una densitat de flux magnètic de 30 tesles, en comparació amb un límit d'aproximadament 15 T per NbTi.
El 1954 es va descobrir que Nb ₃ Sn era un superconductor. La capacitat del material per suportar corrents elevats i camps magnètics es va descobrir el 1961 i va iniciar l'era de les aplicacions a gran escala de la superconductivitat.
L'abril de 2008 es va reclamar una densitat de corrent rècord sense coure de 2.643 A mm −2 a 12 T i 4.2 K.

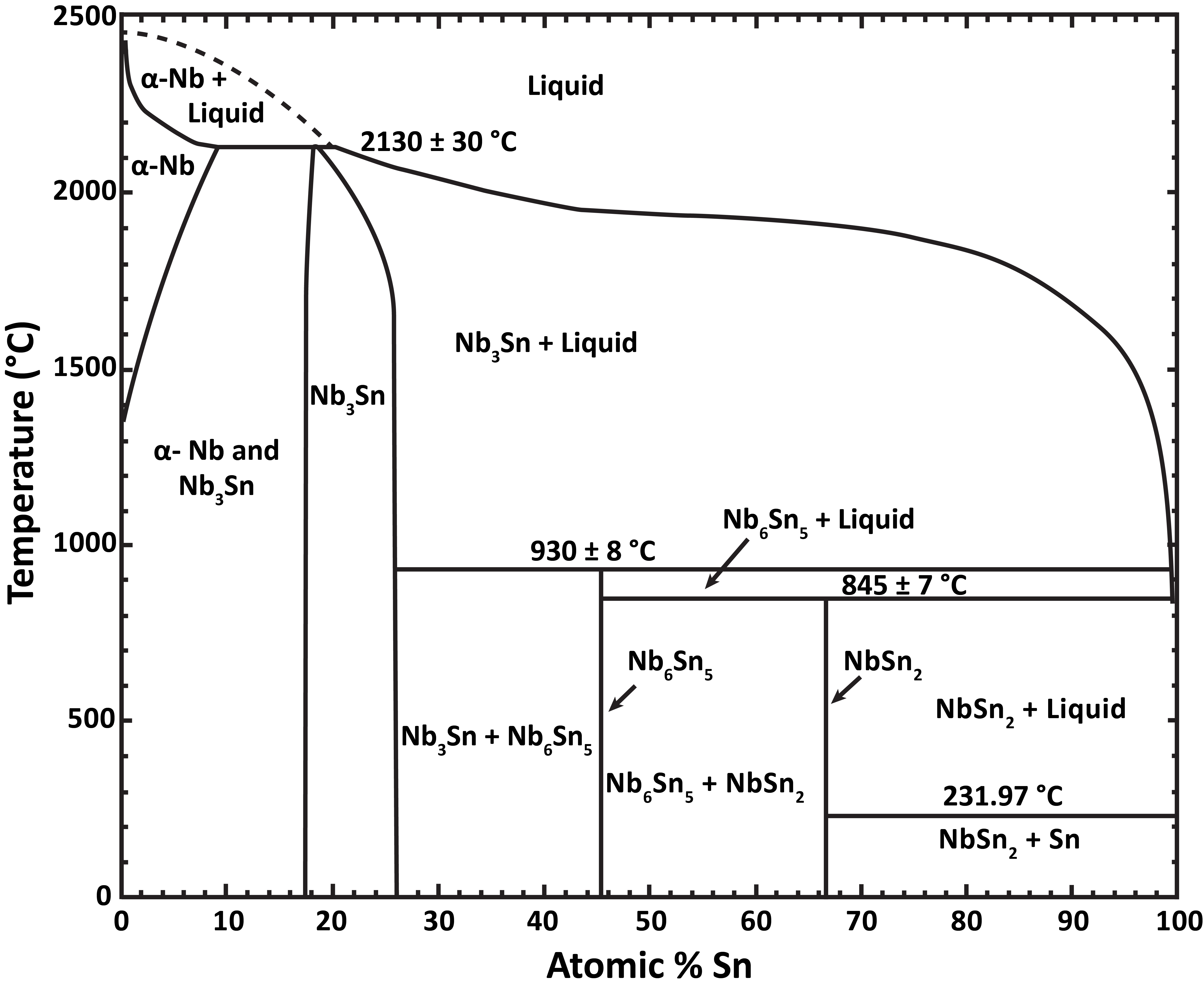
Diagrama de fases del NbSn

Es va descobrir que Nb ₃ Sn era un superconductor l'any 1954, un any després del descobriment de V₃Si, el primer exemple de superconductor A₃B. El 1961 es va descobrir que el niobi-estany encara presenta superconductivitat a grans corrents i camps magnètics forts, convertint-se així en el primer material conegut que suporta els corrents i camps elevats necessaris per fabricar imants d'alta potència útils i maquinària elèctrica.
El solenoide central i els imants superconductors de camp toroidal per al reactor de fusió experimental ITER previst utilitzen niobi-estany com a superconductor. La bobina del solenoide central produirà un camp de 13,5 tesles. Les bobines de camp toroidal funcionaran a un camp màxim d'11,8 T. L'ús estimat és de 600 tones de brins de Nb ₃ Sn i 250 tones mètriques de brins de NbTi.